# スーパービジョン (教育)
スーパービジョン（スーパービジョン、英: Supervision）は、対人援助職者（スーパーバイジー）が指導者（スーパーバイザー）から教育を受ける過程である。指導者が援助者と規則的に面接を行い、継続的な訓練を通じて専門的スキルを向上させることを目的としている。
元来スーパービジョンは心理療法の技術の向上を目指すうえでの教育方法であった。1922年のベルリン精神分析研究所におけるアイチンゴンの試みがはじまりとされている。後にアメリカのソーシャルワーカーの領域で広く普及し、現代においては精神医学、心理学にとどまらず福祉、教育、介護などの分野で一般的な教育方法として広く用いられている。

## 心理学におけるスーパービジョン

### イギリスにおけるスーパービジョン
イギリスでは多くの職種で臨床的スーパービジョンが使われている。国家資格の有資格者が集まった職能別団体は、資格要件としてスーパービジョンを定期的に受けていることを要求している。作業療法士 や、心理療法士、栄養士、言語聴覚士、芸術療法士、音楽療法士、演劇療法士などである。
音楽・演劇療法士や牧師、心理士、作業療法士のようにスーパービジョンを以前から用いている職種がある一方、まだ始めたばかりという職種もある。英国国民保健サービス（NHS）に所属する看護師の場合、臨床的スーパービジョンを受けることが良い臨床を行うための必須条件とされている。オーストラリアで行われたランダム化比較試験では、スーパービジョンと看護ケアの質・患者の転帰の間の関係を調べた結果、スーパービジョンによってスーパーバイザーとスーパーバイジーの双方に良い効果が生じ、それが維持されたとWhiteとWinstanleyが報告している。またWaskettによれば、臨床的スーパービジョンを維持するためには、管理者サイドと組織全体によるサポートが必要である。彼はNHSのような巨大な組織に臨床的スーパービジョンを導入し、植え付けることも検討している(2009, 2010)。
英国カウンセリング・心理療法学会（BACP）に所属し、臨床活動を行っているメンバーは1ヶ月当たり最低でも1.5時間はスーパービジョンの時間を持たなければならない。学生や研修生はクライエントと接する時間、8時間あたりに1時間が必須だとされている。 スーパービジョンの概念は臨床心理学やソーシャルワーク、保護観察官、その他のさまざまな職種で広く用いられている。

### スーパービジョンのモデルとアプローチ
臨床家がスーパービジョンに必要なスキルを身につけるためには様々な方法がある。臨床心理学や対人関係に関わる理論から導かれた特定のモデルやアプローチがカウンセリングにおけるスーパービジョンにも応用されている。それらの例をいくつか上げる。
Peter HawkinsとRobin Shohet (1989, 2000 and 2006)は統合的モデルを提案し、それが各種の対人援助職で世界的に用いられている。"Seven Eyed model of Supervision"はコーチングに基づいたモデルであり、英国のCentre for Supervision and Team Development  などでスーパービジョントレーニングのために用いられている。S. PageとV. Wosketはサイクル構造のモデルを提案している。 F. InskippとB. Proctor (1993, 1995) はスーパーバイザーとスーパーバイジーの間に生じる規範的・成長的・回復的な要素を見いだし、その知見に基づくアプローチを提案している。ブリーフセラピーの実践 は、Steve de Shazer とInsoo Kim Berg のソリューションフォーカストアプローチに基づき、相互の敬意に基づく好奇心や、望ましい未来、持てる強みと資源の認識、臨床家の進歩に対するスケーリングなどの概念を用いてスーパービジョンを行っている)。Waskettはソリューションフォーカストアプローチに基づくスーパービジョンを種々の専門家のスーパービジョンに役立つように解説している。カウンセリングや臨床のスーパーバイザーは専門家として十分な経験があるだけでなく、他のアプローチも広く習得していることが普通である。